# Henri Breetvelt
Henri Leonardus August (Henri) Breetvelt (Delft, 5 november 1864 - Gouda, 28 augustus 1923) was een Nederlandse plateelschilder bij Plateelbakkerij Zuid-Holland. Hij vervaardigde unica's welke werden gesigneerd met decor Breetvelt. Zijn werk is gewild bij verzamelaars.

## Leven en werk
Breetvelt was een zoon van de koopman en fabrikant Abraham Breetvelt en Alida Elisabeth Frederika Kleij. Zijn opleiding genoot Breetvelt rond 1885 aan de Polytechnische School te Delft waar hij les kreeg van Adolf le Comte, zelf ook werkzaam bij De Porceleyne Fles. Het eerste werk van Breetvelt bestond uit het schilderen van tegels met motieven uit de Haagse School en fragmenten uit beroemde schilderijen van Rembrandt en Frans Hals. Tussen 1900 en zijn overlijden in 1923 was Breetvelt bij verschillende aardewerkfabrieken in Nederland werkzaam, namelijk in Gouda, Maastricht en Noordwijk. Hij ontwierp en schilderde er honderden decors voor siervazen, wandborden en tegelplaten, vrijwel altijd unica. 
In 1900 werd hij door directeur Egbert Estié gevraagd om in zijn Plateelbakkerij Zuid-Holland, Gouda te komen werken. Ook hier decoreerde hij tegelplaten in zowel blauw als polychroom ‘Delftsch’, maar er zijn ook siervazen en wandborden van hem bekend waarin hij naar voren komt als een schilder vol vernieuwingsdrang en vaardigheid. Hij vertrok na twee jaar naar Maastricht om aldaar bij de ‘Société Céramique’ te gaan werken, opnieuw schilderde hij veel tegelplaten en grote tableaus die bedoeld waren om in gevels van huizen te worden geplaatst. Daarnaast decoreerde hij in Maastricht een aantal zeer grote siervazen met motieven naar de Haagse School maar ook nog fragmenten naar 17e-eeuwse meesters als Frans Hals en Rembrandt.
Inmiddels was Egbert Estié een nieuw bedrijf begonnen, de Porceleinfabriek De Kroon te Noordwijk. Breetvelt werd ontwerper van alle producten maar ook hier voerde hij zelf werk uit. Zijn stijl van gestileerde bloemen en vlinders is, gekoppeld aan een helder kleurgebruik, uniek binnen de kunstnijverheid van het begin van de 20e eeuw. De fabriek gaat in 1910 failliet en daarmee eindigde ook zijn werk in Noordwijk. Tussen 1909 en 1916 was hij werkzaam in Den Haag. In 1916 werd hij door de nieuwe directie van Plateelbakkerij Zuid-Holland verzocht opnieuw voor hen te komen werken. Hij kreeg een eigen atelier met assistenten en werd in staat gesteld zijn creativiteit de vrije loop te laten. Zijn omvangrijke oeuvre ontwikkelde zich van florale motieven met bloemen en gebladerte naar meer abstracte decors, waarvoor de natuur steeds model bleef staan. Met deze abstracte werkwijze en eenmalige exemplaren (‘unica’) was hij ook commercieel succesvol.
Over de persoon Henri Breetvelt is niet veel concreets bekend. Hij trouwde op 2 september 1891 met Cornelia Elisabeth Maria du Mée, zelf ook keramiste. Hun zoon Dolf Breetvelt was ook beeldend kunstenaar.

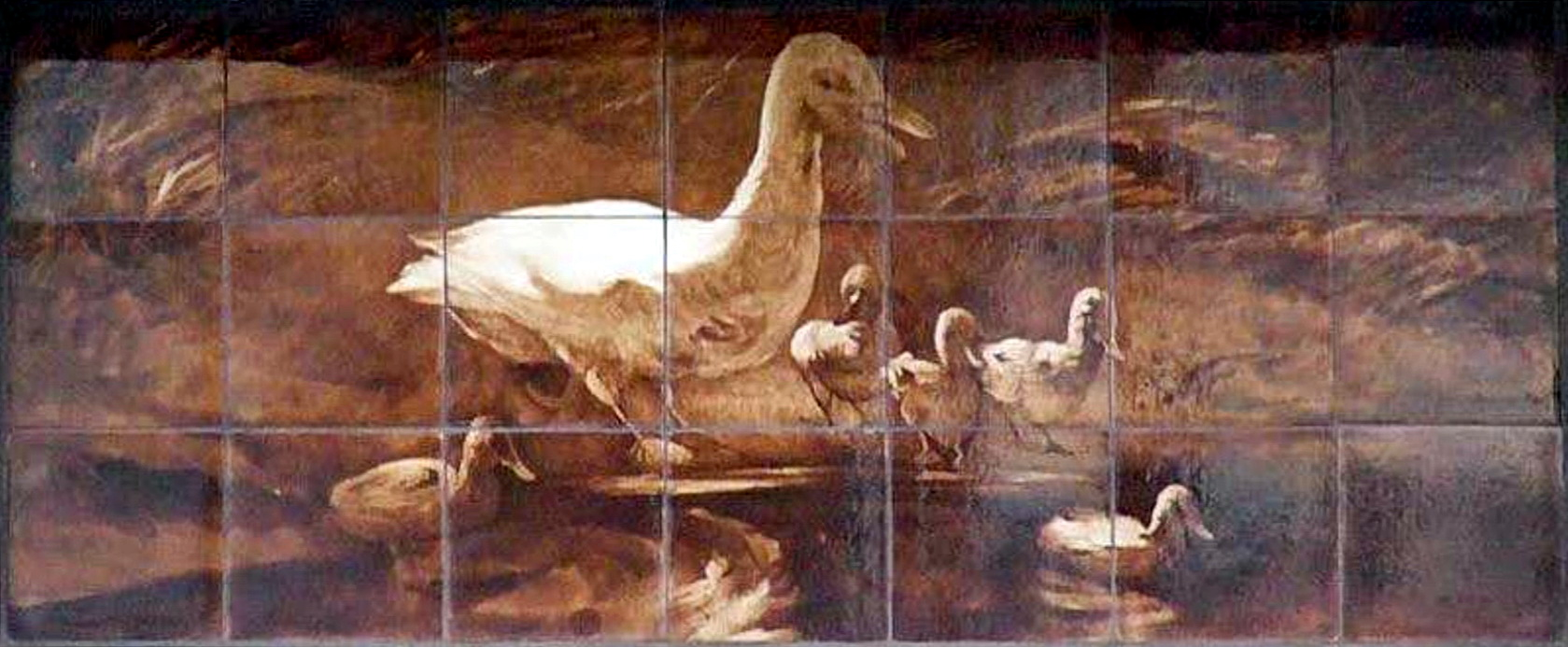
Tegeltableau van Henri Breetvelt uit 1902, naar een schilderij van Adolph Artz, Hoogbrugstraat 35, Wyck-Maastricht

## Nalatenschap

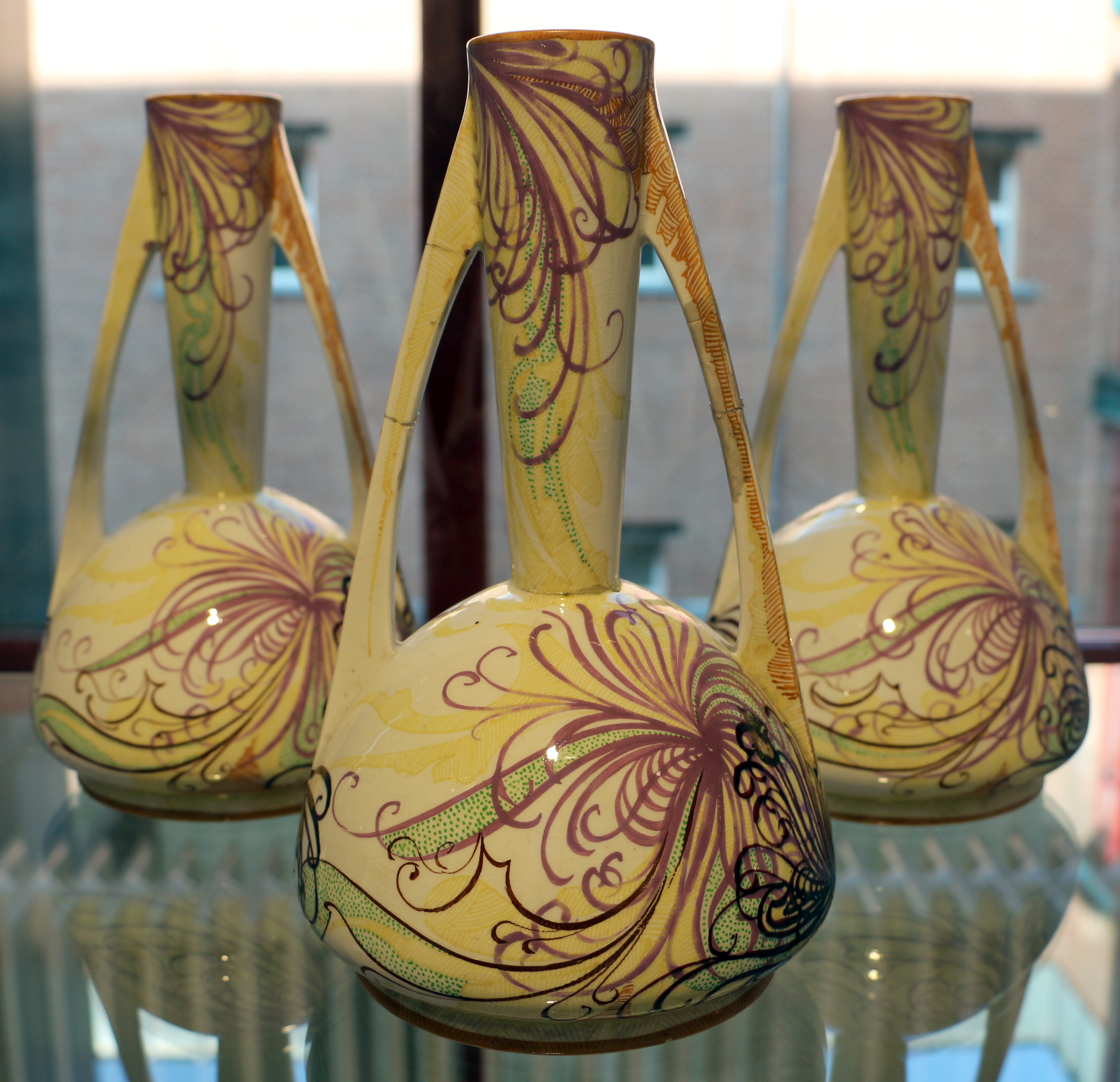
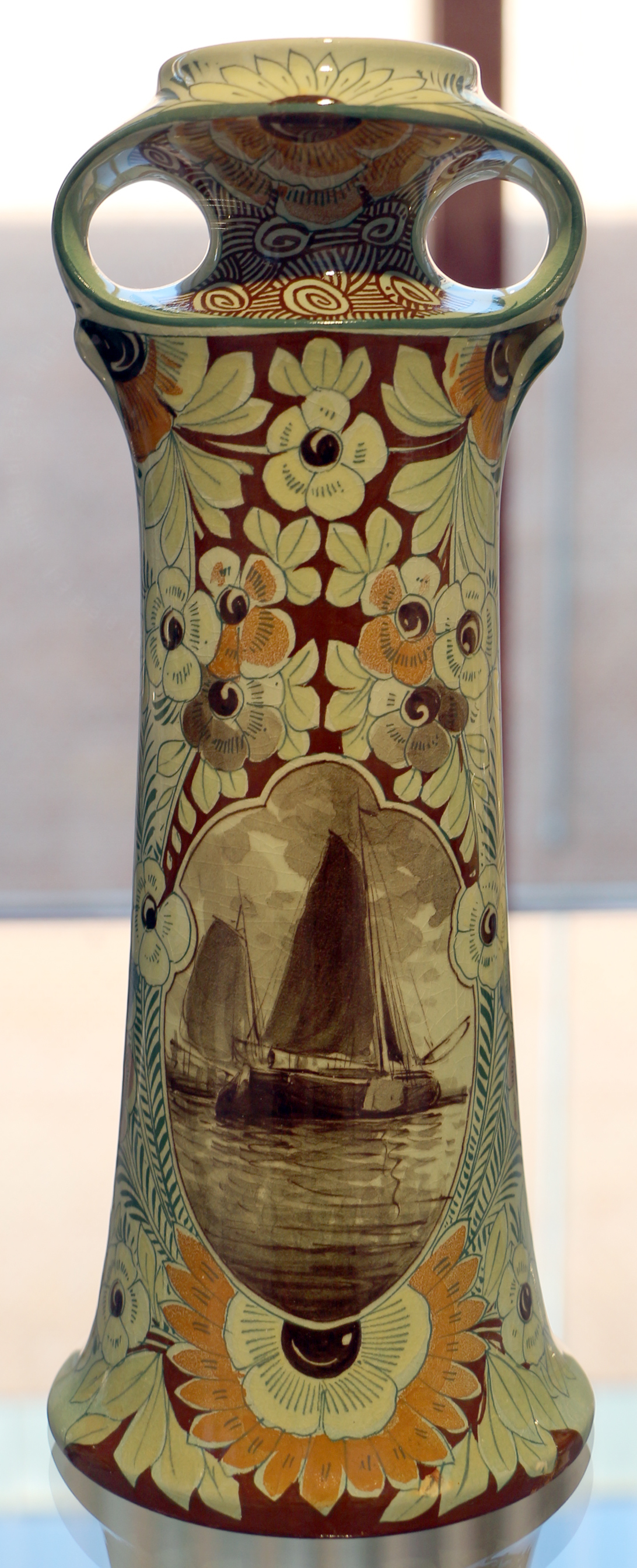
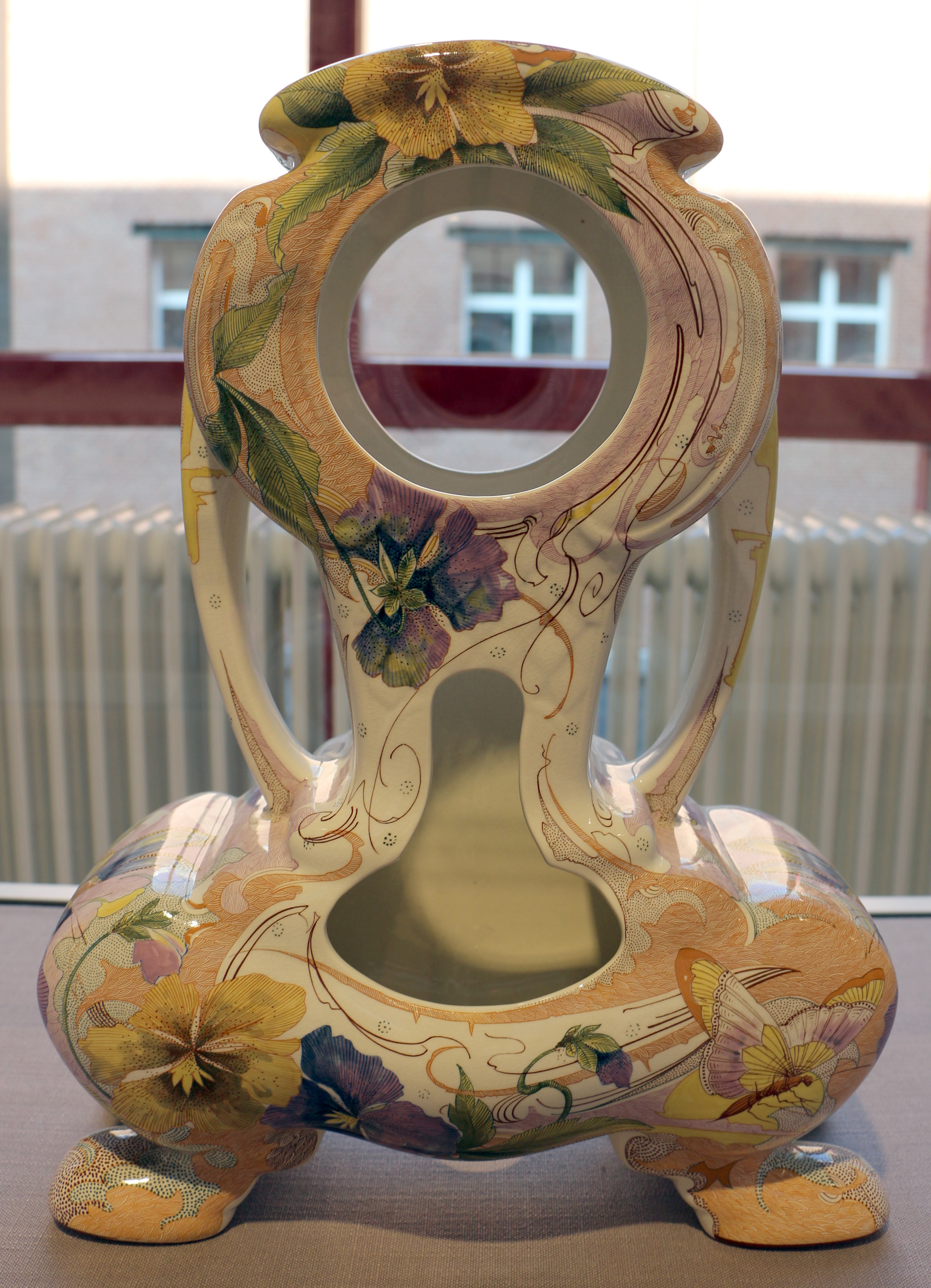
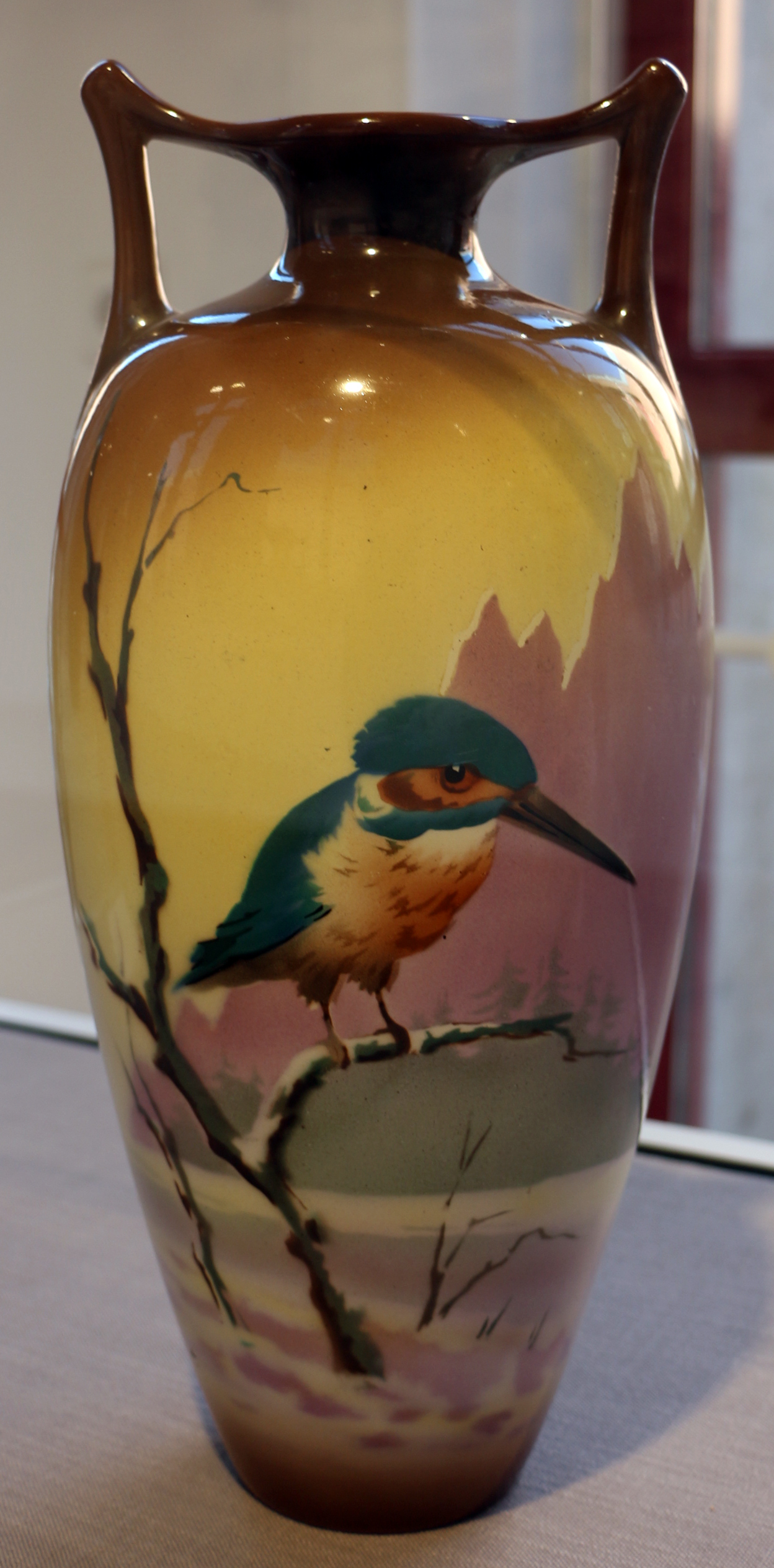

Van Henri Breetveld zijn vrij veel werken bewaard gebleven, waaronder een aantal in museale collecties. In 2007 werd in het museumgoudA een tentoonstelling aan Breetvelt gewijd, getiteld Henri Breetvelt: koning der plateelschilders.
In Wyck-Maastricht zijn aan de gevel van het dubbele woonhuis Hoogbrugstraat 33-35 zes tegeltableaus te zien, die Breetveld in 1902 vervaardigde in opdracht van de Société Céramique (die de huizen liet bouwen). Ze tonen in nostalgische Delfts blauwe of sepiatinten Hollandse landschappen met molens, koeien en eenden, geïnspireerd door schilderijen van Hendrikus van de Sande Bakhuyzen, Louis Apol, Willem Roelofs, Jan Vrolijk en Adolph Artz.
Siervazen vervaardigd voor de Société Céramique (1902-1906) in de collectie van het Bonnefantenmuseum